# Belaaziorsk
Belaaziorsk (en biélorusse : Белаазёрск, en łacinka : Biełaaziorsk) ou Belooziorsk (en russe : Белоозёрск ; en polonais : Biełooziersk) est une ville de la voblast de Brest, en Biélorussie. Sa population s'élevait à 12 192 habitants en 2019.

## Géographie
Belaaziorsk est située à 15 km au sud-est de Biaroza, à 74 km au nord-ouest de Pinsk, à 110 km à l'est-nord-est de Brest et à 225 km au sud-ouest de Minsk.

## Histoire
Belaaziorsk a été fondée en 1958 sur l'emplacement du village de Nivki dans le cadre de la construction de la centrale électrique du raïon de Biaroza. Le 12 janvier 1960, elle reçoit le statut de commune urbaine sous le nom de Biarozawski (en biélorusse : Бярозаўскі), et le 25 juin 1960, elle est rebaptisée Belaaziorsk. Belaaziorsk accède au statut de ville le 16 septembre 1970.

## Population
Recensements (*) ou estimations de la population :
| 1970* | 1979* | 1989*  | 1999*  | 2009*  | 2013   |
| ----- | ----- | ------ | ------ | ------ | ------ |
| 6 341 | 9 102 | 10 698 | 13 200 | 12 519 | 12 462 |

| 2014   | 2015   | 2016   | 2017   | 2018   | 2019   |
| ------ | ------ | ------ | ------ | ------ | ------ |
| 12 467 | 12 606 | 12 468 | 12 421 | 12 304 | 12 192 |

## Patrimoine

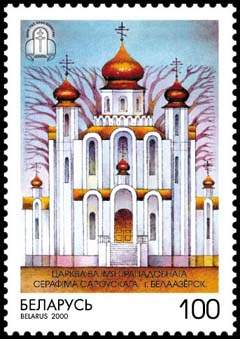
Timbre-poste biélorusse : église Saint-Séraphin de Sarov.

- Église Saint-Séraphin de Sarov (construite entre 1992 et 1994)[4].